# Libitiosoma granulatum
Libitiosoma granulatum is een hooiwagen uit de familie Cosmetidae.